# Франтишек Свобода
Франтишек Свобода (5. август 1906 — 6. јул 1948) био је чешки фудбалер.
Клупски фудбал је углавном играо за Славију из Прага, а 1935. постао је најбољи стрелац Чехословачке Прве лиге.
За репрезентацију Чехословачке одиграо је 43 утакмице, постигао 22 гола, а био је и учесник Светског првенства у фудбалу 1934. године, где је наступио у три меча и постигао гол у мечу против Швајцарске.